# Pseudoleskea claviramea
Pseudoleskea claviramea là một loài Rêu trong họ Leskeaceae. Loài này được (Müll. Hal.) A. Jaeger mô tả khoa học đầu tiên năm 1878.